# Гамила
Гамила (на гръцки: Γκαμήλα) е връх в планината Пинд, най-високият връх на масива Тимфи, с височина 2497 m над морското равнище.